# Varg Vikernes
Pour les articles homonymes, voir Cachet et Varg.
 (mai 2008).
Si vous disposez d'ouvrages ou d'articles de référence ou si vous connaissez des sites web de qualité traitant du thème abordé ici, merci de compléter l'article en donnant les références utiles à sa vérifiabilité et en les liant à la section « Notes et références ».
 (janvier 2015).
Varg Vikernes (Louis Cachet à l'état civil), né Kristian Larsson Vikernes le 11 février 1973 à Bergen en Norvège, est un musicien et un auteur norvégien. Il est essentiellement connu pour son projet musical solitaire nommé Burzum et sa courte appartenance au groupe Mayhem. Il est l'un des précurseurs de la seconde vague black metal du début des années 1990.
Membre de mouvements néopaïens, néonazis et d'extrême droite, il est condamné pour des incendies criminels et, en 1993, à 21 ans de prison pour meurtre. Il fait l'objet de multiples controverses.

## Biographie
Originaire de la ville de Bergen, il passe une partie de son enfance en Irak. Intéressé dès le plus jeune âge par la musique, il commence à jouer de la guitare à quatorze ans, puis intègre la scène black metal norvégienne. Avec la popularité grandissante du genre musical et d'une couverture médiatique de plus en plus importante en Norvège, Varg Vikernes se fait connaître pour ses prises de positions politiques radicales et sa critique acerbe du christianisme.
Il est accusé en 1992 d'avoir participé à plusieurs incendies criminels visant des églises, pour lesquels il est condamné ; cependant, il nie sa responsabilité dans ces affaires. Il est condamné en 1993 à la peine maximale de 21 ans en Norvège, pour le meurtre d'Euronymous, membre du groupe Mayhem et tête de file du mouvement black metal.
Avec Burzum, il a composé et produit certains des plus importants albums de la scène metal scandinave comme Burzum (1992), Hvis lyset tar oss (1994) ou Filosofem (1996), alors qu'il est incarcéré.
Varg Vikernes est également le créateur d'un jeu de rôle sur table nommé MYFAROG.
En 2009, après dix-neuf ans d'incarcération, Varg Vikernes bénéficie d'une libération conditionnelle et s'installe en France l'année suivante avec sa famille. En juillet 2012, il ouvre une chaîne YouTube nommée « ThuleanPerspective ». Cette chaîne a pour sujets principaux le paganisme, le néopaganisme, l'actualité, la politique et l'histoire de l'Europe.
Bien qu'il soit classé idéologiquement à l'extrême droite par les médias, et s'il se défend aujourd'hui de toute proximité avec ces mouvements, Varg Vikernes continue de se réclamer de l'odalisme, une idéologie qui met en avant l'identité européenne. Vikernes appelle ses croyances l'odalisme et s'oppose « à tout ce qui est considéré comme une menace pour une société païenne européenne préindustrielle ».

### Enfance et adolescence
Varg Larsson Vikernes (API : /varg 'la:ʃøn 'vi:keɳes/), né Kristian Vikernes le 11 février 1973, près de Bergen, en Norvège, est le fils cadet d'un ingénieur en électronique et d'une mère employée d'une compagnie pétrolière.
Dans Les seigneurs du chaos, il raconte qu'à l'âge de six ans sa famille est partie vivre un an à Bagdad car son père travaillait sous le gouvernement baasiste irakien sur le développement d'un programme informatique. N'ayant plus de place disponible dans les écoles anglaises, le jeune Vikernes alla dans une école primaire irakienne. Dans son interview, Vikernes déclare y être devenu conscient des questions raciales. Les châtiments corporels n'étaient pas rares à l'école. À l'occasion d'une querelle avec un professeur, celui-ci le traita de « singe », mais n'osa cependant pas le frapper parce qu'il était blanc.
À propos de son père, il le décrit comme hystérique et hypocrite, celui-ci s'étant inquiété que son fils devienne nazi (il avait alors un drapeau nazi à la maison), alors que lui-même pestait à propos des gens de couleur qu'il voyait en ville. Il décrit sa mère comme étant une racialiste refusant qu'il fasse sa vie avec une femme noire. Au moment de l'interview en 1995, il entretenait toujours des relations avec sa mère mais très peu avec son père. Ses parents divorcèrent en 1985, lorsqu'il avait douze ans, et son père partit.

### Carrière musicale et début de Burzum (1988–1992)
Vikernes apprend à jouer de la guitare à partir de quatorze ans, en 1987. Un an plus tard, il crée un groupe de crust punk qu'il nomme Kalashnikov avec deux autres personnes « car c'est le nom de mon arme d'assaut favorite », explique-t-il. Vikernes pratique ce genre de musique en priorité comme réaction face à ce qu'il considère comme la bourgeoisie réactionnaire de sa famille. Par la suite il renomme le groupe en Uruk-hai.
À dix-sept ans, il rentre en contact avec les membres du groupe de death metal Old Funeral à Bergen. Il joue de la guitare avec eux en 1990-1991 et participa à leur album Devoured Carcass.
En 1991, Vikernes commence un projet musical intitulé Burzum, dont il est le seul membre, et devient rapidement impliqué dans la scène black metal norvégienne.

La toile de l'artiste Theodor Kittelsen Op under Fjeldet toner en Lur (Là-haut sur les collines retentit un lur), réalisé en 1900, qui servit pour l'illustration de l'album Filosofem.

Entre 1992 et 1993 il enregistre quatre albums. Pour leur enregistrement, Vikernes utilise une vieille guitare Westone, achetée en 1987 à une connaissance. Il utilise la guitare basse la moins chère du magasin, emprunte les batteries d'Old Funeral et d'Immortal ainsi qu'à un autre musicien vivant à proximité. Pour le bruit de fond de Dungeons of Darkness, sur l'album Burzum, il utilise un gong du Grieghallen avec l'aide d'Euronymous. Pour Hvis Lyset Tar Oss il emprunte la batterie d'Hellhammer, la même qui fut utilisée pour enregistrer De Mysteriis Dom Sathanas de Mayhem. Il utilise un amplificateur Peavey, mais pour enregistrer Filosofem, il prend l'amplificateur de son frère ainsi que quelques vieilles pédales Fuzz, et choisit volontairement le pire microphone qu'il a sa disposition : un casque audio.
En 1992, Vikernes rejoint le groupe de black metal Mayhem en tant que bassiste.

### Incendies d'églises (1992–1993)

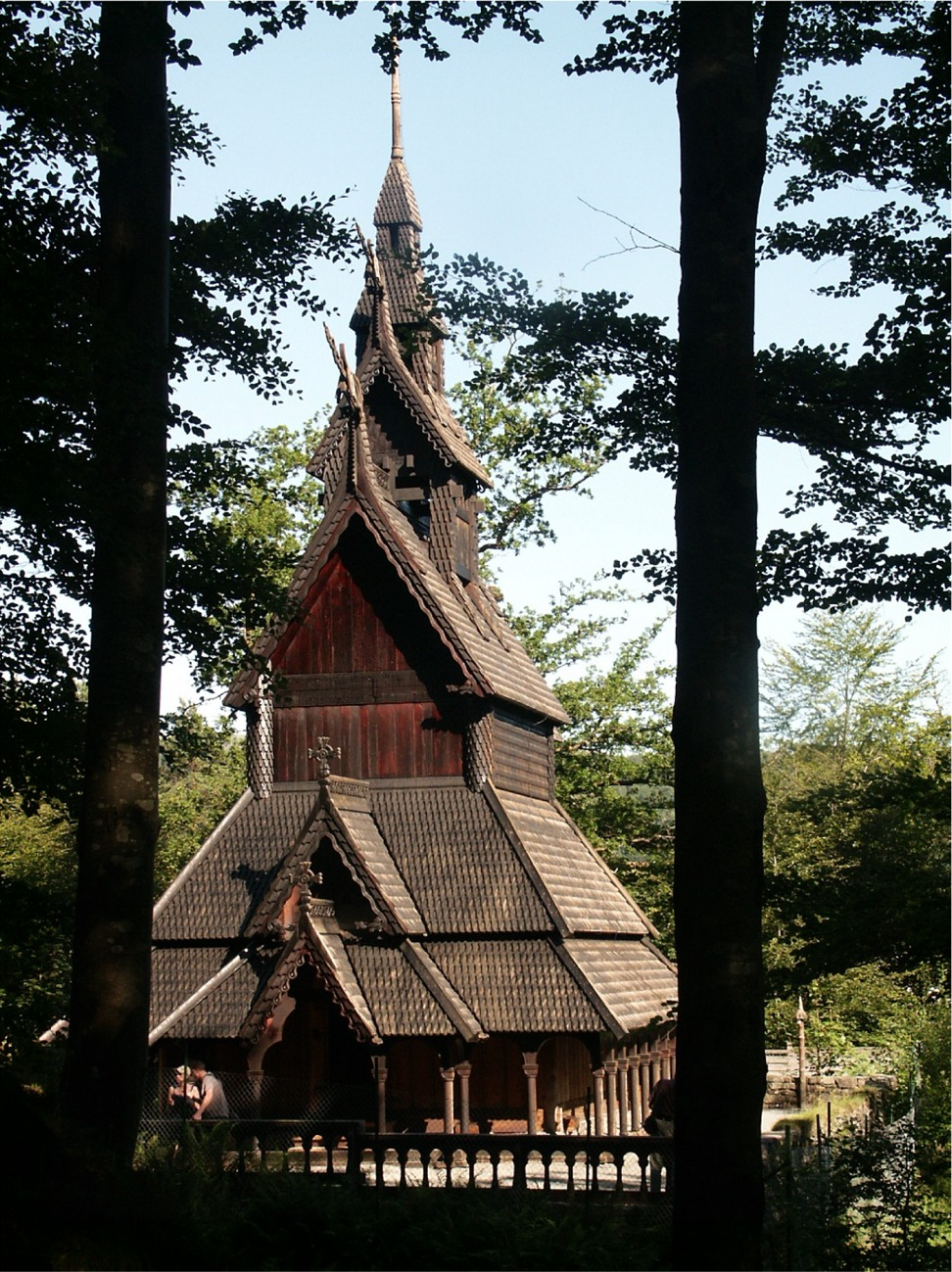
L'église de Fantoft à Bergen.

Le 6 juin 1992, l'église Stavkirke de Fantoft datant du XIIe siècle est incendiée. En janvier 1993, des pyromanes ont attaqué au moins sept églises en bois debout dont une lors du réveillon de Noël de 1992.
Vikernes fut accusé d'être à l'origine de ces attaques, arrêté, puis libéré pour manque de preuves. À la suite du meurtre d'Øystein Aarseth, les amis de ce dernier ont tout d'abord témoigné contre Vikernes. Celui-ci fut jugé coupable dans plusieurs de ces affaires, respectivement pour incendie et tentative d'incendie sur des églises Åsane et Storetveit : l'église Skjold à Vindafjord et la chapelle d'Holmenkollen à Oslo. Il a également été accusé de l'incendie de la Stavkirke de Fantoft, une église en bois debout, mais les charges ne furent pas retenues (en 1998, les principaux témoins diront devant la cour qu'ils ont menti sous pression de la police).
Vikernes a été soupçonné d'avoir été inspiré par le paganisme et le satanisme théiste, il a cependant toujours nié être un sataniste. Il considère ces incendies comme des vengeances aux profanations perpétrées par les chrétiens contre les tombes et les tumulus des traditions pré-chrétiennes.
Dans son livre Vargsmål, il écrit : « Pour chaque cimetière dévasté, un tombeau païen est vengé, pour chacune des dix églises réduites en cendre, un temple païen est vengé, pour chacun des dix prêtres ou des francs-maçons assassinés, un païen est vengé. ».

### Meurtre d'Euronymous (1993)
Au début de 1993, de l'animosité apparut entre Øystein Aarseth, alias Euronymous, leader du groupe Mayhem, et Vikernes, et entre Euronymous et la scène black metal suédoise. Après l'épisode Bergens Tidende, Euronymous décida de fermer son magasin Helvete et commença à attirer l'attention de la police et des médias.
Dans la nuit du 10 août 1993 Vikernes et Snorre Westvold Ruch, alias Blackthorn, prirent la voiture de Bergen à l'appartement d'Euronymous à Tøyengata à Oslo. À leur arrivée, une confrontation commença et Vikernes poignarda mortellement Euronymous. Son corps fut trouvé dans l'escalier extérieur de l'appartement avec vingt-trois entailles dont quelques coups de couteaux[réf. nécessaire]. Varg Vikernes a poignardé de 23 coups de couteau dont 16 dans le dos, 5 dans la nuque et 2 dans la tête. Néanmoins, Varg Vikernes affirma l'avoir poignardé de 4 ou 5 coups de couteau : un à la poitrine et le reste dans le dos. Les motivations exactes du meurtre sont encore floues ; une théorie circule affirmant que Vikernes était jaloux de l'omniprésence d'Aarseth dans la scène black metal, d'autres soutiennent que les motivations étaient d'ordre financier (Aarseth était fortement endetté), ou bien concernaient les contrats de Burzum avec Deathlike Silence Productions. Vikernes, quant à lui, plaide la légitime défense, affirmant qu'Euronymous projetait de le torturer et de l'assassiner.
Selon Vikernes, Euronymous prévoyait de le paralyser avec un pistolet à impulsion électrique, de l'attacher et de le torturer à mort en filmant l'événement. Vikernes explique que « s'il en avait parlé à tout le monde je ne l'aurais pas pris au sérieux, mais il n'en a parlé qu'à un petit groupe d'amis (Samoth) et l'un d'entre eux me l'a dit ». Il déclare qu'Euronymous avait planifié d'utiliser une rencontre au sujet d'un contrat non signé pour lui tendre un piège. Blackthorn resta fumer en dehors pendant que Vikernes montait au quatrième étage à l'appartement. À trois heures du matin, il rencontra Euronymous à sa porte pour lui demander ce qu'il mijotait et pour lui faire signer un contrat qui lui aurait permis de ne plus avoir de contact avec Euronymous. Quand il s'avança, Euronymous paniqué lui mit un coup de pied dans la poitrine. Les deux hommes se battirent, Euronymous alla chercher un couteau dans sa cuisine mais Vikernes prit le sien avant et le poignarda. Selon Vikernes la plupart des blessures par coupure d'Euronymous ont été causées par le verre d'une lampe brisé sur lequel il était tombé pendant la lutte. Après le meurtre, Vikernes et Blackthorn sont retournés à Bergen. Sur le chemin, ils se sont arrêtés à un lac où Vikernes jeta ses vêtements tachés de sang. L'histoire d'auto-défense est mise en doute par Faust, le batteur du groupe Emperor, et d'autres membres de la scène, selon eux une mise en scène aurait été faite pour privilégier cette thèse.
Vikernes a été arrêté le 19 août 1993 à Bergen. La police a trouvé 150 kg d'explosifs et 3 000 cartouches de munitions dans sa maison. Selon le livre Encyclopedia of White Power, Vikernes dit que ces explosifs étaient « destinés à souffler la maison Blitz », le repère du mouvement anarchiste et communiste à Oslo. Un plan qui aurait été sur le point d'aboutir, seulement empêché par l'arrestation de Vikernes. Dans un article publié en 1999, Kevin Coogan pointe l'attaque planifiée de Vikernes sur la maison Blitz comme un motif possible pour assassiner Euronymous. Les médias ont également émis l'hypothèse qu'Euronymous et Vikernes avaient comploté pour faire sauter la cathédrale de Nidaros, qui apparaît sur la couverture de De Mysteriis Dom Sathanas. Vikernes réfuta ses accusations et se justifia : « Je recevais [des explosifs et des munitions] en vue de défendre la Norvège car nous pouvions être attaqués à tout moment. Pendant la guerre froide, les États-Unis et l'Union soviétique auraient pu décider de nous attaquer. Nous n'avons aucune raison de faire confiance au gouvernement, à la famille royale ou à l'armée en raison de ce qui s'est passé la dernière fois que nous avons été attaqués. Nous étions laissés à nous-mêmes. ».

### Procès (1994)
Le procès de Vikernes commença le 2 mai 1994. Beaucoup d'autres membres de la scène ont été envoyés au tribunal au même moment, dont Blackthorn et Faust. Certains d'entre eux ont confessé leurs crimes ou leur implication. Selon Les Seigneurs du chaos, Vikernes fut dégoûté par les confessions des autres alors qu'il gardait le silence. Durant le procès les médias ont fait de Vikernes, « le principal croque-mitaine de ces cinquante dernières années ». Au tribunal il a été déclaré que lui, Blackthorn et un autre ami avaient planifié le meurtre. La troisième personne serait restée dans l'appartement à Bergen comme alibi pour faire comme s'ils n'avaient jamais quitté la ville. Il aurait loué un film et avait l'intention d'utiliser la carte de crédit de Vikernes.
Le 16 mai 1994, Vikernes a été condamné à vingt-et-un ans de prison — la peine la plus lourde en Norvège — pour le meurtre d'Euronymous, l'incendie de trois églises, la tentative d'incendie d'une quatrième et pour le vol et la détention de 150 kg d'explosifs. Il n'a cependant avoué que la dernière. Deux églises ont été brûlées le jour de la sentence, en signe de soutien symbolique. Blackthorn fut condamné à huit ans de prison pour complicité. Au moment de la lecture du verdict, Vikernes sourit à une caméra située à sa droite, cette image fut largement reprise par les médias.
Le mois de la sortie de l'album de Mayhem De Mysteriis Dom Sathanas sur lequel Euronymous joue la guitare électrique et Vikernes la basse, la famille d'Euronymous demanda au batteur de Mayhem, Hellhammer, de retirer la piste enregistrée par Vikernes. Hellhammer déclara « J'ai pensé qu'il était approprié que l'assassin et la victime soient sur le même enregistrement. J'ai écrit un mot pour dire que je réenregistrerais les parties de basse, mais je ne l'ai jamais fait. ».

### Séjour en prison (1993–2009)
Vikernes a purgé sa peine dans les prisons de Bergen, Tønsberg, Ringerike, Trondheim et Tromsø.
Fin 1994, Vikernes écrit un livre en norvégien intitulé Vargsmål. Il dit qu'il l'écrivit pour se défendre contre les « mensonges de tous les médias » et que ce livre est marqué par son isolement et sa colère de l'époque. Il déclare que la prison lui a confisqué son manuscrit et que pendant plusieurs années il n'était pas autorisé à le relire. Cette suite d'article fut publiée telle quelle malgré la volonté de Vikernes de le retravailler et de le corriger.
Le 8 avril 1997, cinq néo-nazis furent arrêtés à Hemnes. Ce groupe nommé Einsatzgruppe avait pour projet de libérer Vikernes de prison ainsi que d'attaquer des figures politiques et religieuses de la Norvège. Une de ses personnes, Tom Eiternes, avait connu Vikernes en prison. La mère de Vikernes, Lene Bore, fut arrêtée pour les avoir financés à hauteur de 100 000 couronnes norvégiennes (11 785 euros). Les poursuites sont abandonnées en 1998.
Durant son séjour en prison, Vikernes enregistra deux albums, tous deux se composant d'une atmosphère très sombre. Le premier Dauði Baldrs, fut enregistré en 1994-1995 et publié en octobre 1997. Le second, Hliðskjálf, fut enregistré en 1998 et publié en avril 1999. Vikernes s'est vu refuser l'accès à une guitare électrique, guitare basse, ainsi que la batterie ; à la place, il dut utiliser un synthétiseur, seul instrument à sa disposition pour s'exprimer.
En 2000, Vikernes met un terme à Burzum. Il pense que sa philosophie a été constamment mal interprétée par ses fans.
Plus tard, à travers son site web, il a indiqué qu'il espérait continuer Burzum après sa sortie de prison, en déclarant : « Je vais publier quelques livres, peut-être en utilisant un pseudonyme afin de rester anonyme, et peut-être un album de Burzum ou deux, mais c'est tout. ».
Entre 1998 et 2004, Vikernes aurait écrit cinq autres livres en prison. En 1998, il a également écrit un livre en langue norvégienne appelée Germansk Mytologi og Verdensanskuelse (Mythologie teutonique et vision du monde). Outre Vargsmål, c'est son seul autre livre qui a été publié. En 2004, il a traduit en anglais et a été rebaptisée The Mysteries and Mythology of Ancient Scandinavia. En 1999, il a écrit EihwaR, un roman philosophique, politique et historique sous la forme d'un dialogue entre un étudiant et un oppositionnel, traduit en anglais sous le titre The Religion of the Blood. Cette même année il écrivit une traduction anglaise et norvégienne de Völuspá. En 2000-2001, il écrivit Teorier (Théories) qui porte sur des théories sur l'origine de différentes coutumes et croyances, et contient plusieurs histoires courtes sur la période préhistorique. Il décida cependant d'abandonner ce livre. En 2003–2004, il écrit une nouvelle gothique et fantastique intitulé The Cult of Hel. Plus tard en 2003, il commença à écrire des articles sur son site Burzum.org qui devint le site officiel.
En août 2003, Vikernes fut transféré d'une prison de haute sécurité à Bergen vers une prison de basse sécurité à Tønsberg. Le 15 octobre le journal local, Tønsbergs Blad, publia un article critiquant Vikernes. Le 26 il était en fuite après avoir bénéficié d'un congé de courte durée. Il arrêta une voiture à Numedal avec l'aide d'une arme à poing. Environ dix-neuf heures plus tard, la police stoppa la voiture à Romerike et l'arrêta. La voiture contenait des couteaux, un masque à gaz, des vêtements de camouflage, un navigateur GPS portable, des cartes, une boussole, un ordinateur portable et un téléphone mobile. La police a également retrouvé une arme de poing et un fusil automatique AG3 dans une cabane à Rollag, où Vikernes s'était caché lors de son évasion. Il bénéficia de l'aide de plusieurs personnes. Avant l'évasion, Vikernes a donné à sa mère une lettre dans laquelle il explique avoir reçu des menaces de mort et qu'un autre détenu a tenté de l'étrangler peu après la publication de l'article du journal. Pour ses actions, treize mois ont été ajoutés à la peine de Vikernes et il a été transféré dans une prison de Ringerike. En juillet 2004, il a été transféré dans une prison de haute sécurité à Trondheim. Les trois dernières années de sa sentence ont été passées à la prison de Tromsø.
Quand Vikernes a été condamné, il était possible d'obtenir une libération conditionnelle après avoir purgé douze ans sur la peine de vingt-et-un ans, mais en 2002 le Parlement norvégien a étendu cette loi à quatorze ans. En juin 2006, après avoir purgé douze ans, il s'est vu refuser la libération conditionnelle par le ministère de la justice pénale pour cette raison. Son avocat, John Christian Elden, s'en est plaint, l'article 97 de la Constitution norvégienne interdisant à toute loi d'avoir un effet rétroactif. Vikernes s'est vu refuser la libération conditionnelle de nouveau en juin 2008 après 14 ans de prison, mais il a été autorisé à quitter la prison de Tromsø pour de courtes périodes pour rendre visite à sa famille. La totalité de sa peine courait pour sept ans.
Vikernes a été finalement libéré le 11 mai 2009 (annoncée le 24 mai 2009) et reste en liberté surveillée pour une durée d'un an, à compter de la date de sa libération. Il aura purgé quinze ans de sa peine de vingt-et-un ans.

### Libération (depuis 2009)
Vikernes reprit Burzum après sa libération.
D'après le livre Les Seigneurs du chaos (Chapitre 8, p. 269) : « Alors que le nom de Vikernes est plus ou moins lié au black metal, il prend soin de se distancier de ce milieu musical. Il déclare même aujourd'hui que les premiers albums de Burzum (considérés aujourd'hui comme des classiques du genre) n'ont jamais été du black metal, mais plutôt du "heavy metal classique et mauvais". Il s'est farouchement distancié de toutes les formes du rock'n'roll, indiquant que les racines du rock étaient afro-américaines et que ce n'était donc pas convenable pour les Blancs ».
Il sortit trois autres albums de metal : Belus (2010), Fallen (2011) et Umskiptar (2012) ainsi qu'une compilation de chansons réenregistrées From the Depths of Darkness. Le 27 avril 2013, Vikernes poste une chanson sur sa chaîne officielle YouTube, intitulé Back to the Shadows, au sujet de laquelle Vikernes a déclaré quel serait le dernier morceau de metal produit par Burzum. Il publie deux albums dans un style ambient, Sôl austan, Mâni vestan (2013) puis The Ways of Yore (2014).
Il déclare en mai 2012 être « un peu préoccupé par d'autres projets assez énormes » et donc ne plus être « en mesure de faire quoi que ce soit musicalement ces prochaines années ».
Vikernes a également continué à écrire, à la fois sur son site Burzum.org et sur son blog personnel Thulean Perspective, mis en place en janvier 2013. Il a en outre créé, avec son épouse, le site Ancestral Cult.
Avec sa femme, il réalise le film ForeBears, sorti en 2013, dont la bande originale n'est autre que l'album Sôl austan, Mâni vestan.
Vikernes a été interpellé le 16 juillet 2013, dans le cadre d'une enquête du renseignement intérieur, avec son épouse française à leur domicile de Salon-la-Tour, en Corrèze, sur des soupçons de visées terroristes. Il lui est reproché une provocation à la haine raciale et une apologie de crimes de guerre dans des billets diffusés sur son blog Internet. Le Norvégien faisait depuis plusieurs années l'objet d'une surveillance et la section antiterroriste du parquet de Paris avait ouvert une enquête préliminaire à la suite de l'acquisition d'armes, légale, par sa femme.

### Vie privée
Dans ses années en prison, Vikernes a eu une fille née en 1993 et un fils né en 2007. Dans une entrevue de 2008, il dit que lui et son épouse française, Marie Cachet, attendent un troisième enfant.
Après sa libération en 2009, lui et sa famille s'installent dans une petite ferme à Bø. Par la suite, l'année suivante, ils déménagent à Salon-la-Tour en Corrèze, en France. Le couple se dit adepte du survivalisme, une philosophie qui se traduit par une vie tendant vers l'autarcie et justifie selon eux la détention d'armes à feu.

## Controverses

### Article duBergens Tidende(1993)
En janvier 1993, un article d'un grand journal norvégien, le Bergens Tidende, mit la scène black metal en lumière. Deux amis de Vikernes l’interviewèrent et envoyèrent le résultat au journal en espérant qu'elle serait publiée. Dans l'interview anonyme, le Count Grishnackh (Vikernes) revendiquait avoir brûlé les églises et tué un homme à Lillehammer. Le journaliste Finn Bjørn Tønder organisa une rencontre avec Vikernes à l'aide de ses amis. Les journalistes furent convoqués dans un appartement et avertis qu'ils seraient tués en cas de contact avec la police. Ils prétendaient être des adorateurs du diable et ont déclaré : 

« Notre intention est de répandre la peur et la diablerie [...] C'est pourquoi nous disons cela au Bergens Tidende. »

L'article fut publié le 20 janvier en une intitulé « Nous avons mis le feu », avec des photos de Vikernes le visage camouflé et deux grands couteaux. Cependant, au moment où l'article a été imprimé, Vikernes avait déjà été arrêté. La police l'aurait prétendument trouvé en allant à l'adresse inscrite sur un flyer de Burzum, mais Vikernes estime que Tønder l'a dénoncé.

Selon Vikernes, l'interview anonyme a été planifiée par lui-même et Euronymous. L'objectif, dit-il, était de faire peur aux gens, de promouvoir le black metal et d'obtenir plus de clients pour l'Helvete, la boutique d'Euronymous. À l'époque, Burzum était sur le point de publier l'EP Aske. Vikernes dit dans l'interview : 

« J'ai beaucoup exagéré et quand le journaliste partit, nous [...] avons eu un bon fou rire, parce qu'il n'a pas semblé comprendre qu'on se fichait de lui. »

 Il a ajouté que dans l'entrevue rien ne prouvait son implication dans les crimes.
Vikernes déclara que, après avoir été arrêté, « le journaliste a édité l'entrevue et [...] a publié une version démente de lui le lendemain, sans même m'avoir laissé la relire avant publication ». D'autres membres de la scène ont également été arrêtés et interrogés, mais tous ont été relâchés faute de preuves. Jørn Inge Tunsberg du groupe Hades Almighty déclara que cette interview avait eu de graves conséquences pour le reste de la scène.
Le magazine norvégien Rock Furore publia une interview avec Vikernes en février 1993. Il y déclara au sujet du système carcéral : « C'est trop bien ici. Ce n'est pas du tout l'enfer. Dans ce pays les prisonniers ont un lit, des toilettes et une douche. C'est complètement ridicule. J'ai demandé à la police de m'envoyer dans un vrai donjon et les ai encouragés a utiliser la violence. » Il fut relâché en mars pour manque de preuves.
Peu après cet épisode, la police d'Oslo suivait le groupe de potentiels pyromanes, dans un local de fortune à l’hôtel Norge. Dans Les Seigneurs du chaos, citant un rapport de police, on y apprend que Vikernes alla frapper à leur porte et rentra de force dans la suite. Il était habillé d'une cotte de mailles, de deux grands couteaux à la ceinture et accompagné de deux hommes de main. Vikernes déclara qu'il en avait marre d'être harcelé par les autorités, et que l'enquête policière sur la scène black metal devait s'arrêter. Quand on lui répondit qu'il n'avait pas le droit de donner des ordres à la police, Vikernes fit un pas en arrière et exécuta un salut nazi.

### Incrimination par les autorités françaises (2013)
Le 16 juillet 2013, Varg Vikernes est interpellé avec son épouse dans sa ferme de Salon-la-Tour en Corrèze. Il est soupçonné d'être sympathisant d'Anders Behring Breivik et de préparer un attentat. Une enquête préliminaire à sa charge avait été ouverte au préalable par la section antiterroriste à la suite de l'achat d'armes par sa femme. Une perquisition menée le 16 juillet 2013 a débouché sur la saisie de cinq fusils et carabines dont quatre de calibre 22 long rifle, les armes achetées légalement et déclarées, mais dont l'usage en ce qui concerne le 22 long rifle est impropre à la chasse voire interdit du fait de son manque de puissance.
Les sympathies pour Anders Behring Breivik que la police française attribue à Varg Vikernes sont implicitement mises en doute par le journaliste Michaël Szadkowski du journal Le Monde. Il rapporte en effet que, dans un texte publié le 13 décembre 2012 sur son site officiel, Varg Vikernes espérait que Breivik mettrait fin à ses jours, incriminant le fait que ce dernier aurait « tué plus de Norvégiens que l'entière population de musulmans en Norvège n'en aurait tué au cours des 40 dernières années », et contredites par les écrits de Varg Vikernes sur son blog condamnant fermement les actions de Breivik dès leur commission.
Le 17 juillet 2013, la garde à vue de son épouse, Marie Cachet, est levée. Par ailleurs, l'avocat de Varg Vikernes, Me Julien Freyssinet, indique que la garde à vue se passe dans « les meilleures conditions », que son client est « coopératif », qu'en l'absence d'un projet avéré la situation est « très loin d'actes terroristes ou assimilés comme tels », que l'achat d'armes était légal et cohérent avec l'adhésion du couple au courant survivaliste, qui encourage ses adeptes à chasser leur propre nourriture, et que c'est le « lourd passé » de Varg Vikernes ainsi que le climat anti-extrême droite qui ont sans doute suscité les craintes à l'origine de son arrestation. Varg Vikernes est quant à lui libéré le 19 juillet 2013. Le procès a lieu en 2014, les charges de terrorisme ne sont pas retenues mais des billets de son blog tombent sous le coup de la loi, en tant qu'ils portent « une idéologie radicalement contraire aux valeurs universelles des droits de l’Homme et de la civilisation » selon la 17e chambre du tribunal de grande instance de Paris, qui condamne Varg Vikernes à six mois de prison avec sursis et 8 000 euros d'amende.

## Pensées et convictions

### Odinisme et néo-paganisme
Vikernes est un adepte de la religion Odiniste. Il aida à la création du mouvement Odaliste et a cofondé le « Allgermanische Heidnische Front » (bien qu'il n'ait jamais été ni un membre ni un leader, et ne soit plus aujourd'hui associé avec l'organisation) et le Norsk Hedensk Front (Front païen norvégien). Vikernes est l'auteur de plusieurs courts travaux sur sa weltanschauung, « Vargsmål » (littéralement : « le discours de Varg »), « Irminsûl » et « Germansk Mytologi og Verdensanskuelse ». Vikernes utilise volontiers les traditions germaniques comme source d'inspiration.

### Anti-christianisme
Vikernes a écrit des paroles pour de nombreuses musiques du groupe Darkthrone (Quintessence, As Flittermice as Satans Spys, etc.) qui utilisent des éléments du vieux folklore germanique. Dans ces derniers, Satan est ramené dans le contexte d'un « Ţil » qui est source de lumière (c'est-à-dire le soleil), accompagné de mentions de « lance » et de « hall de bataille », qui sont des références masquées au dieu germanique Odin par sa lance Gungnir et sa salle du Valhalla aux 540 portes. Celui-ci est posé en adversaire du judéo-christianisme : Five million Christians on a ride towards us / Oh, I slaughtered the bunch with one single hit / (With my spear). Vikernes se démarque néanmoins du satanisme et considère les incendies d'églises des années 1990 comme une réaction au christianisme. L'anti-christianisme de Vikernes vise spécifiquement le judéo-christianisme, jugé incompatible avec la race européenne. Il est directement associé à ses opinions racistes et antisémites.

### Idéologies
Ouvertement raciste et converti au néo-nazisme après son incarcération, Varg Vikernes est l'une des références des amateurs du National socialist black metal, mouvement pour qui le néonazisme est « un prolongement logique de la dissidence politique et spirituelle inhérente au black metal ». Selon A Burzum Story: Part VII - The Nazi Ghost, il ne se catégorise plus comme néo-nazi, une de ses raisons étant le fait que l'idéologie nazie catégorise les Slaves comme Untermenschen (« sous-hommes ») tandis que Vikernes respecte leur culture. Selon Vikernes, ses raisons principales sont : « Contrairement à eux, je ne suis pas socialiste (même pas socialiste national), je ne suis pas matérialiste et je crois en l'ancienne démocratie scandinave,. »
Vikernes appartient à plusieurs structures néo-païennes nées du mouvement völkisch comme le Front païen norvégien et le Front païen germanique. Il se réclame du paganisme nordique et de l'anti-méridionalisme. Il est aussi un des membres fondateurs du mouvement néo-nazi norvégien Résistance aryenne (Hvit Arisk Motstand).

### Attrait pour leSeigneur des anneaux

Inscription de l'Anneau unique :
Ash nazg durbatulûk, ash nazg gimbatul,
Ash nazg thrakatulûk agh burzum-ishi krimpatul.

Dès son jeune âge, Vikernes est fasciné par l'œuvre de fiction de l'écrivain J. R. R. Tolkien, pourtant profondément catholique, sur la Terre du Milieu. Son nom de scène Grishnackh est tiré de celui d'un orque dans Les Deux Tours. Le nom Burzum signifie « ténèbres » en Noir parler, une langue de fiction de cet univers, et provient de l'inscription sur l'Anneau unique dans Le Seigneur des Anneaux ; « Un Anneau pour les gouverner tous. Un Anneau pour les trouver. Un Anneau pour les amener tous et dans les ténèbres les lier ». Le projet Burzum s'appelait à l'origine Uruk-hai, nom qui fut changé lorsqu'il quitta Old Funeral.

### Livres et histoires courtes
- Perþ (1997)
- Vargsmål (1997)
- Germansk Mytologi Og Verdensanskuelse (2000)
- Guide to the Norse Gods and their Names (2001)
- Речи Варга (version russe de Vargsmål, 2001, version révisée en 2007)
- Irminsûl (2002)
- Речи Варга II (version russe de Vargsmål II, 2002)
- Скандинавская мифология и мировоззрение (version russe de Germansk Mytologi Og Verdensanskuelse, 2007)
- Magie et Religion en Scandinavie Antique[34] (2011) (Sorcery and Religion in Ancient Scandinavia)  (ISBN 978-0-9566959-3-2)

### Articles
- « A Burzum Story » (en neuf parties)
- « Paganism » (en quinze parties)
- « A Bard's Tale » (en douze parties)
- « The Lord of Lies » (en quatre parties)
- « The Kingdom of the Sun »
- « Detaljer Rundt Stedsnavn I Germansk Område »
- « Hur Vi Bör Förstå Balders Död »
- « A review of M. Moynihan & D. Søderlind's "Lords Of Chaos: The Bloody Rise Of The Satanic Metal Underground" »
- « A personal review of Gavin Baddeley's book "Lucifer Rising: Sin, Devil Worship and Rock'n'Roll" »
- « A personal review of Karl Milton Hartveit's book "Djevelen Danser" (The Devil Is Dancing) »
- « Europe and Europe's Soul »
- « An attempt at a review of Torstein Grude's "Satan Rir Media" (Satan Rides The Media) »
- « The Viking Age and Christianity in Norway »
- « A Comment to "Vargsmål" and other Books by Varg Vikernes »

## Discographie

### Avec Old Funeral
- 1991 : Devoured Carcass (EP)
- 1999 : Join the Funeral Procession (Compilation)
- 1999 : The Older Ones (Compilation)
- 2002 : Grim Reaping Norway (album live)

### Avec Burzum
- 1991 : Burzum (Demo I) (demo)
- 1991 : Burzum (Demo II) (demo)
- 1992 : Promo' 92 (demo)
- 1992 : Burzum (album)
- 1993 : Aske (EP)
- 1993 : Det som engang var (album)
- 1994 : Hvis lyset tar oss (album)
- 1995 : Burzum / Aske (compilation)
- 1996 : Dunkelheit (VHS)
- 1996 : Filosofem (album)
- 1997 : Dauði Baldrs (album)
- 1999 : Hliðskjálf (album)
- 2010 : Belus (album)
- 2011 : From the Depths of Darkness (compilation)
- 2011 : Fallen (album)
- 2012 : Umskiptar (album)
- 2013 : Sôl austan, Mâni vestan (album)
- 2014 : The Ways of Yore (album)
- 2020 : Thulêan Mysteries (album)
- 2024 : The Land of Thulê (album)

### Avec Mayhem
- 1994: De Mysteriis Dom Sathanas (album) (Bassiste)
- 2009: Life Eternal (EP) (Bassiste)
- 2016: Live in Zeitz (album live) (Photographie)

### Avec Darkthrone
- 1994 : Transilvanian Hunger (album) (composition des paroles en norvégien des quatre dernières chansons)
- 1995 : Panzerfaust (album) (paroles du titre Quintessence)

## Filmographie

### Documentaires
- 2007 : Metal: A Headbanger's Journey
- 2009 : Until the Light Takes Us
- 2013 : ForeBears

### Fictions
- 2009 : Dunkelheit : The Tale of Varg Vikernes[35] d'Andrew Garfield[36] (interprété par Brant Zimny).
- 2018 : Lords of Chaos[37] de Jonas Åkerlund (interprété par Emory Cohen).